# Massaker vom Lago Maggiore

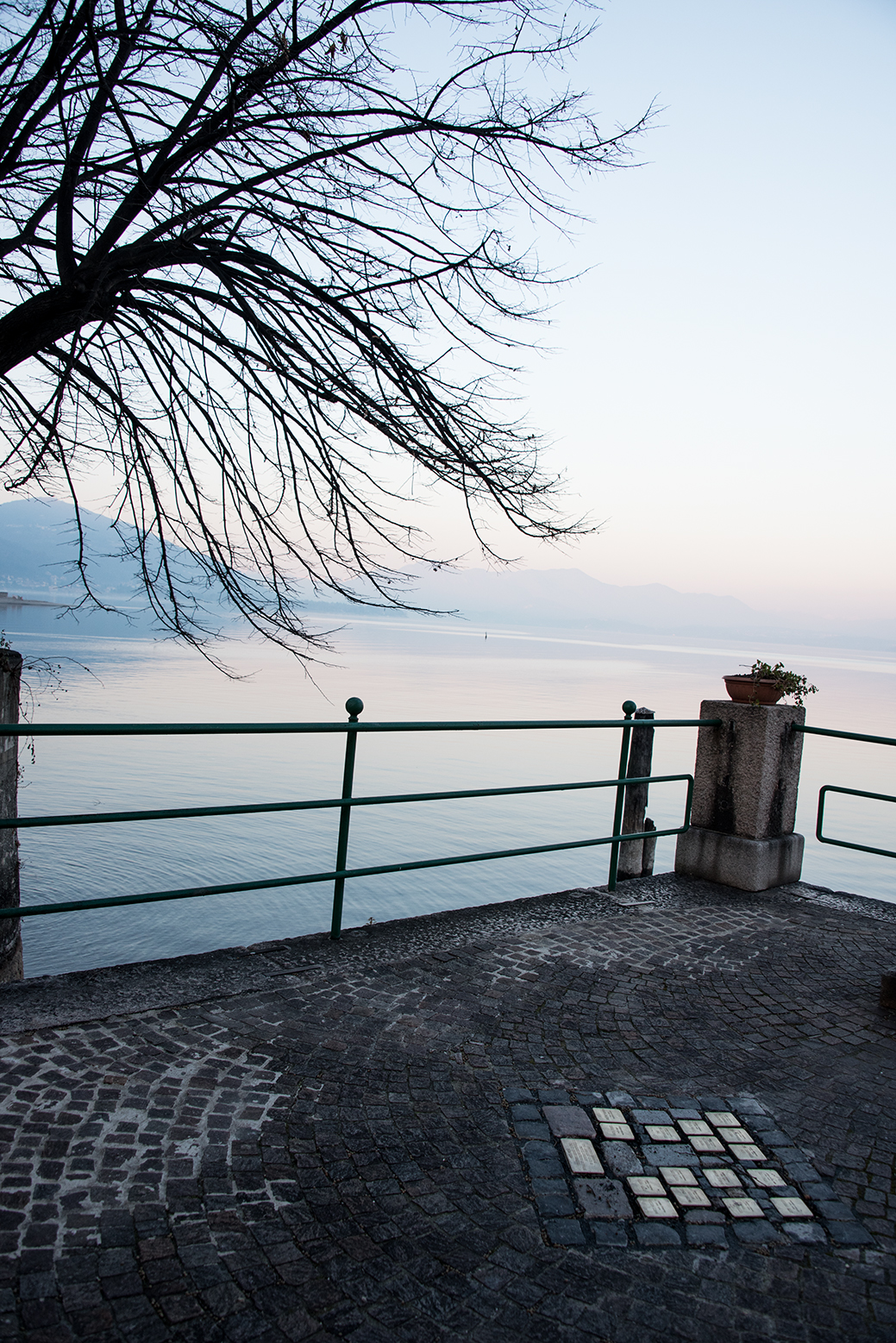
Stolpersteine zur Erinnerung an das Massaker von Meina (2016)

Die Massaker vom Lago Maggiore waren die ersten Massenmorde an Juden in Italien. Im September 1943 ermordeten Angehörige der SS-Panzergrenadier-Division Leibstandarte Adolf Hitler auf der piemontesischen Seite des Lago Maggiore 50 Juden, darunter 16 Gäste des Hotels Meina – das Massaker von Meina. Dazu kamen weitere Morde an Juden in räumlichem und zeitlichem Zusammenhang, nämlich im September in Novara sowie im Oktober in Intra, so dass oft eine Opferzahl von insgesamt 56 Personen angegeben wird. 1968 verurteilte das Landgericht Osnabrück fünf Personen wegen dieses Verbrechens; der Bundesgerichtshof hob jedoch 1970 die Urteile wegen Verjährung auf.

## Ausgangssituation
Im Juli 1943 wurde Italien als Bündnispartner für den NS-Staat zunehmend unsicher. Nach der Landung der Alliierten in Sizilien ersetzte König Viktor Emanuel III. Benito Mussolini als Staatschef durch den Marschall Badoglio; Mussolini kam in Haft. Nach dem Sturz Mussolinis wurden vorsorglich Truppen nach Italien verlegt. So wurde die SS-Panzergrenadier-Division Leibstandarte Adolf Hitler, eine Eliteeinheit der Waffen-SS, Anfang August 1943 von der Ostfront nach Oberitalien verlegt. Als am 8. September 1943 bekannt wurde, dass die Regierung Badoglio den Waffenstillstand von Cassibile mit den Alliierten geschlossen hatte, besetzten Einheiten der Wehrmacht und auch SS-Einheiten das ganze Land. Sie übernahmen die Kontrolle über das Land und entwaffneten auch die italienischen Soldaten. Das I. Bataillon des SS-Panzergrenadier-Regiments 2 der SS-Einheit unter der Führung des stellvertretenden Bataillonskommandanten, SS-Hauptsturmführer Hans Röhwer, wurde zwischen dem 12. und 14. September 1943 in die Provinz Novara in der Nähe des Westufers des Lago Maggiore verlegt. Der Bataillonskommandant SS-Hauptsturmführer Hans Becker befand sich zu diesem Zeitpunkt auf Urlaub.
Am Lago Maggiore lebte zu dieser Zeit eine Reihe jüdischer Familien. Einige waren dort schon länger ansässig, andere hatten sich vor der schärfer werdenden Repression im faschistischen Italien, aber auch vor den alliierten Bombenangriffen auf italienische Großstädte in diese nahe der Schweizer Grenze gelegene Region zurückgezogen, wieder andere waren mit Hilfe des italienischen Konsulats unter der Leitung von Guelfo Zamboni aus Thessaloniki (Griechenland) vor der Vernichtung der dortigen jüdischen Gemeinde durch die Deutschen geflüchtet. Ein Großteil von ihnen besaß die italienische Staatsbürgerschaft; prominent darunter etwa Ettore Ovazza und der frühere Geschäftsführer der Reifenfirma Pirelli in London, Mario Luzzatto; andere waren Staatsangehörige von Griechenland, Spanien oder der Türkei.

## Ablauf

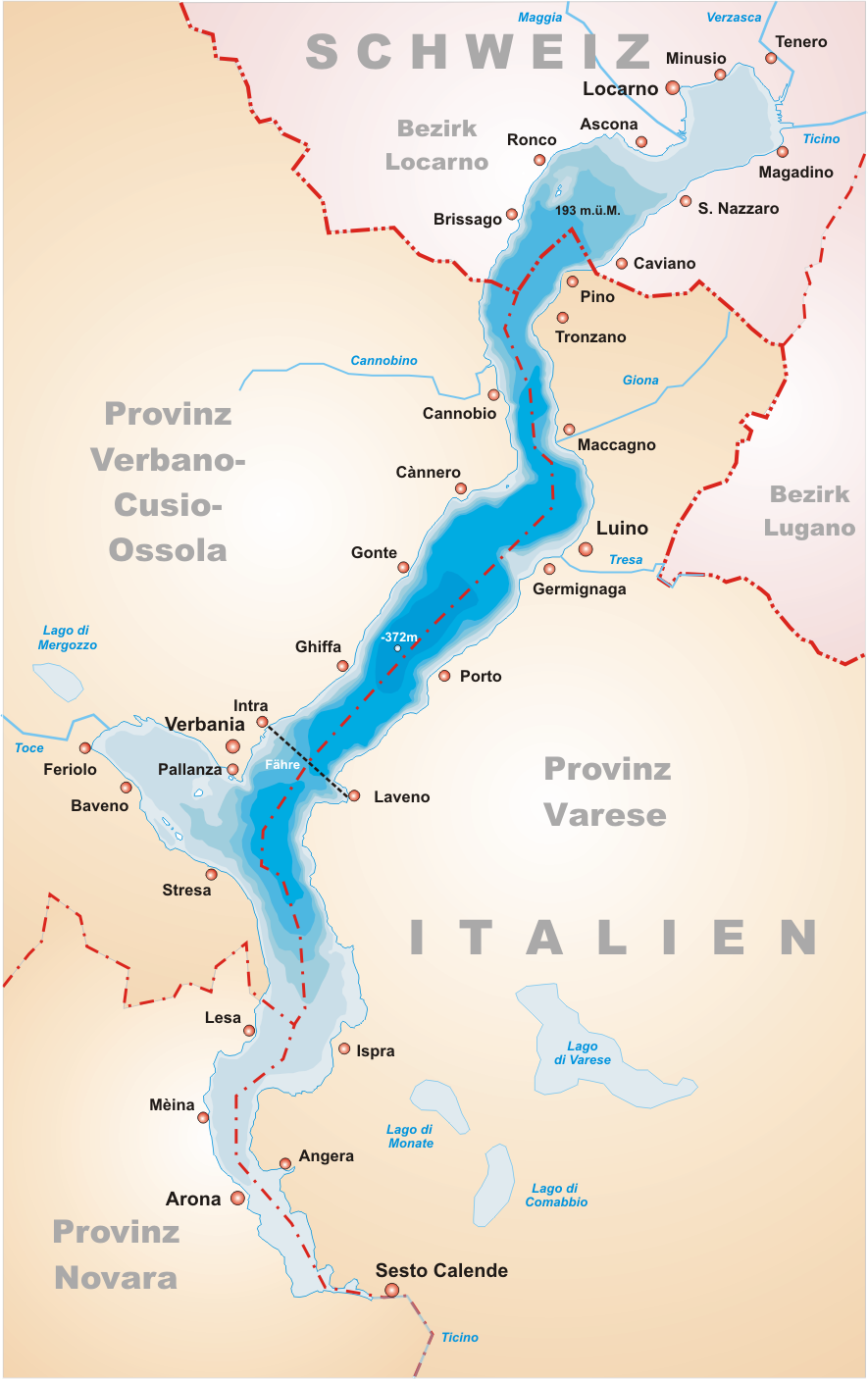
Karte des Lago Maggiore

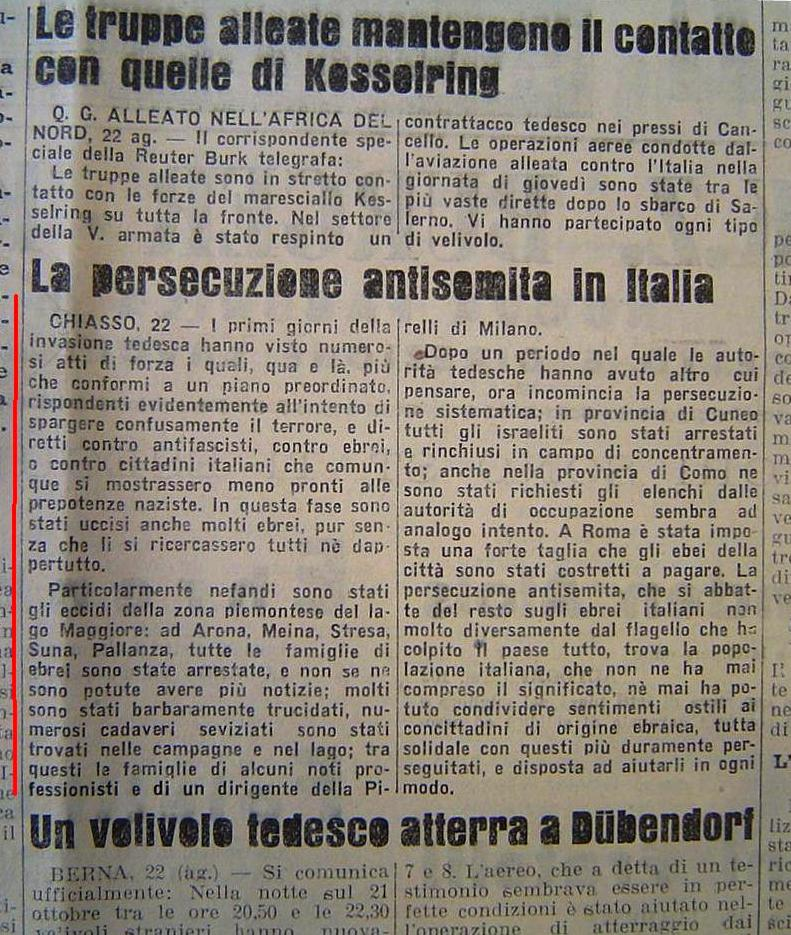
Zeitungsmeldung vom 23. Oktober 1943 über antisemitische Verfolgungen und Funde von Leichen im See und am Ufer des Lago Maggiore in der Libera Stampa, einem damals zweiwöchentlich erscheinenden Organ der Tessiner Abteilung der Sozialdemokratischen Partei der Schweiz (SP) in Lugano, Schweiz

Ab dem 13. September 1943 verhafteten Angehörige der 3., 4. und 5. Kompanie des Bataillons in aufeinander abgestimmten Aktionen in Meina, Arona, Baveno, Mergozzo und Orta San Giulio eine Reihe von Zivilpersonen, die sie mit Hilfe von Listen der kommunalen Behörden als Menschen jüdischer Abstammung identifiziert hatten. In Baveno, wo der Stab des Bataillons und zwei Kompanien Quartier genommen hatten, begannen die Verhaftungen bereits am 13. September mit Mario Luzzatto und wurden bis zum 15. September auch in Arona, Mergozzo und Orta San Giulio fortgesetzt. Am 16. September geschah dasselbe in Stresa, am 17. September in Pian Nava, am 19. in Novara.
So verhaftete SS-Kommandant Rudolf Flot in Novara einen ehemaligen Offizier und Invaliden aus dem Ersten Weltkrieg, der sich, obwohl vor der Gefahr gewarnt, aufgrund seiner militärischen Vergangenheit in Sicherheit glaubte, ebenso dessen alten Onkel und eine 31-jährige Frau. Über ihr Schicksal liegen keine Informationen vor. In allen Fällen wurden auch Wertgegenstände und beträchtliche Geldsummen teils gestohlen, teils erpresst. Die SS-Männer begingen auch weitere Verbrechen; so vergewaltigte einer der Kompanieführer im Laufe eines Zechgelages die Ehefrau des Hausverwalters einer Villa, deren geflohener Besitzer Jude war. In Novara fielen der SS die Schließfächer der jüdischen Kunden der Banca Popolare zum Opfer.
In Meina hielten Mitglieder der 4. Kompanie im dortigen Grand Hotel 16 Hotelgäste seit dem 15. September als Juden fest, darunter die Mitglieder dreier aus Saloniki geflüchteter Familien im Alter zwischen 12 und 76 Jahren. Sie verhafteten zudem die fünfköpfige Familie des Hotelbesitzers, Juden türkischer Nationalität. Die Zahl der gefangen genommenen Juden verschiedener Nationalität, verschiedenen Alters und verschiedener Vermögensverhältnisse in den übrigen Orten lag bei neun in Arona, drei in Mergozzo, vierzehn in Baveno, vier in Stresa, zwei in Orta und zwei in Pian Nava. Es handelt sich durchweg um Mindestzahlen; möglicherweise waren mehr Personen betroffen.
Zwischen dem 19. und dem 22. September 1943 fand in Baveno eine Kompanieführerbesprechung des Bataillons unter Leitung des Hauptsturmführers Hans Röhwer statt, der während des Urlaubs seines Vorgesetzten den Truppenteil kommissarisch befehligte. Bei diesem Treffen wurde der Beschluss gefasst, die im Hotel Meina gefangenen Juden zu töten und ihre Leichen in den Lago Maggiore zu werfen. Diesen Befehl gaben die Kompanieführer an ihre Untergebenen weiter.
In den Nächten des 22. und 23. September holte ein Exekutionskommando auf drei Fahrten jeweils vier der in Meina festgehaltenen Opfer mit einem Lastwagen ab und erschoss alle auf einem Waldweg. Ein weiteres Kommando ruderte die Leichen in Booten auf den See hinaus und versenkte sie, nachdem sie sie mit Hilfe von Draht durch Eisen und Gesteinsbrocken beschwert hatten. Da zumindest drei von ihnen am nächsten Tag auf dem See trieben und ans Ufer gebracht wurden, konnten sie von vielen Einwohnern gesehen werden. In der folgenden Nacht wurden auch die letzten vier der sechzehn jüdischen Hotelgäste in derselben Weise erschossen und ihre Leichen beseitigt. Auch in Stresa wurden mindestens vier, in Baveno mindestens zwei der gefangenen Juden in dieser Weise ermordet.
Für die Familie des Hotelbesitzers in Meina, Alberto Behar, setzte sich der türkische Konsul ein, der zum Zeitpunkt der Razzien ebenfalls in Meina wohnte. Er argumentierte, dass die Behars türkische Staatsbürger und damit Angehörige einer neutralen Nation seien, und drohte mit diplomatischen Verwicklungen. Nachdem die SS-Offiziere eine erhebliche Geldsumme von Behar erpresst hatten und ein Versuch, ihn durch SS-Männer zu entführen, gescheitert war, konnte die Familie Behar tatsächlich einen Passierschein erhalten und schließlich in die Schweiz entkommen.
Alle anderen gefangen genommenen Juden sind verschollen und wurden wahrscheinlich getötet.
Da Berichte über im See schwimmende Leichen kursierten und auch erste Meldungen in der Schweizer Presse erschienen, interessierte sich die internationale Presse für die Angelegenheit. Daher sahen sich die Deutschen zu einer Untersuchung der Vorfälle veranlasst, die von Theodor Wisch, dem Kommandeur der SS-Panzergrenadier-Division Leibstandarte SS Adolf Hitler, angeordnet wurde. Die Untersuchung wurde SS-intern geführt, da die Waffen-SS nicht der allgemeinen Militärgerichtsbarkeit unterlag. Die Divisionsrichter, zwei Hauptsturmführer der SS, kamen Ende September oder im Oktober an den Lago Maggiore, führten Vernehmungen von Angehörigen der 3. Kompanie durch und sollen auch ein Verfahren gegen den bzw. die Kompanieführer eingeleitet haben. Die Ermittlungen verliefen ergebnislos. Es sind niemals irgendwelche Akten aufgefunden worden. Ende Oktober wurde die SS-Einheit wieder an die Ostfront verlegt.
22 entkommene Personen sind namentlich bekannt. Aus seiner Villa zwischen Arona und Meira entkam der Industrielle Federico Jarach, ein früher jüdischer Faschist, im letzten Moment mit seiner gesamten Familie in einem Ruderboot auf die andere Seeseite und hielt sich in Dumenza, Lombardei, versteckt. Franca Negri Padaluzzi, Eigentümerin des Hotels Speranza in Stresa, war zufällig in der Gemeindeverwaltung, als die telefonische Anfrage nach jüdischen Bürgern gestellt wurde. Sie konnte Gäste ihres und anderer Hotels warnen. In den Hotels am Lago Maggiore hielten sich viele vor dem Holocaust in Griechenland geflüchtete Juden auf. In Novara wurde die Anfrage von unbekannten Mitarbeitern des Polizeipräsidiums selbst den Juden mitgeteilt.
In den 23 Gemeinden der oberen Provinz Novara waren 143 Juden registriert. In Novara selbst über 60.

## Juristische Verfolgung und die Erinnerung an die Verbrechen

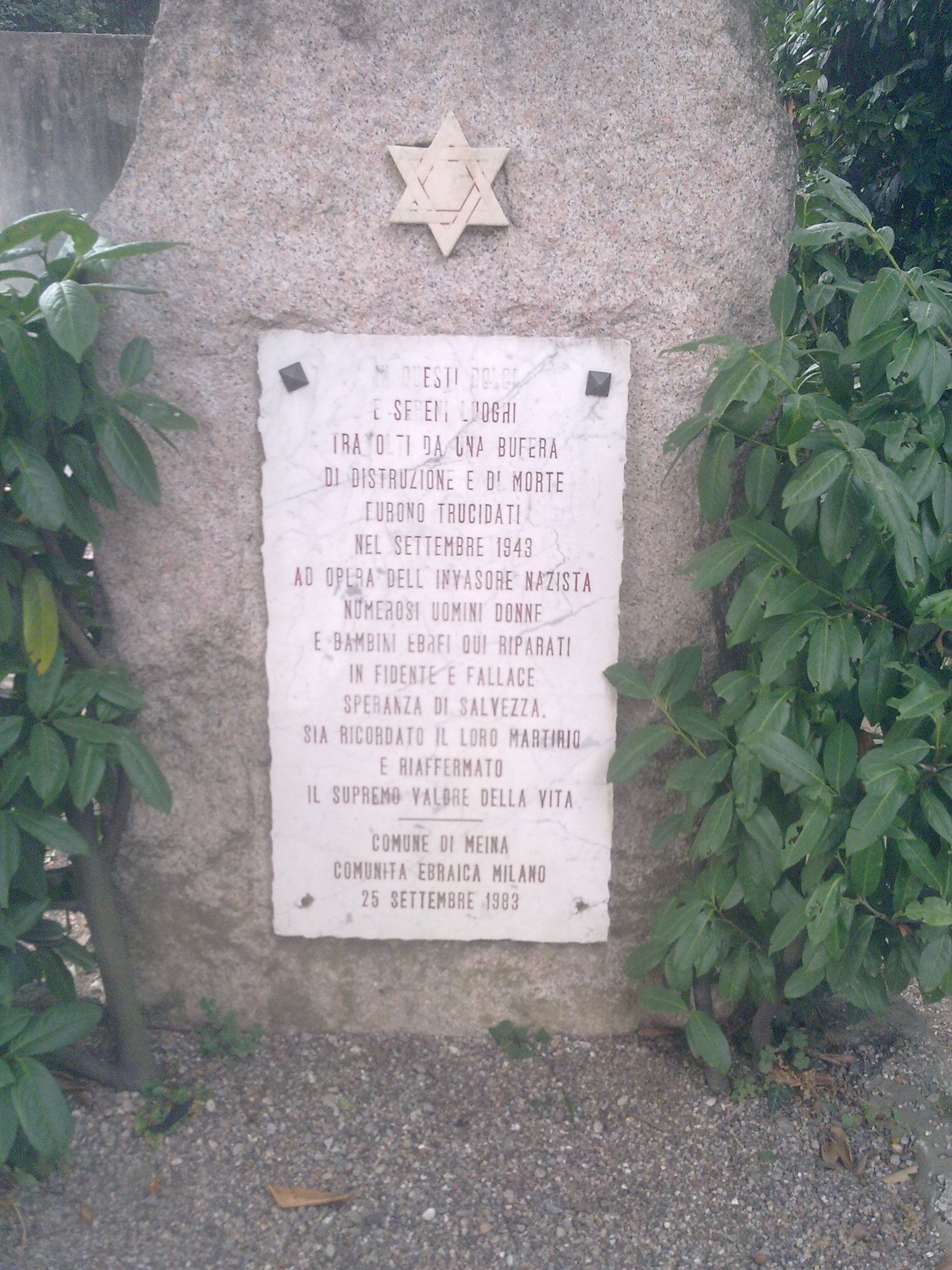
Denkmal in Meina

In der Bundesrepublik Deutschland begann die Strafverfolgung der Verantwortlichen für das Massaker erst im Jahr 1964. Veranlasst durch die drohende Verjährung von Mord zwanzig Jahre nach dem Ende des NS-Regimes, wurden im Oktober sechs Haftbefehle gegen Offiziere der Leibstandarte SS Adolf Hitler in Kraft gesetzt. Am 8. Januar 1968 wurde die Hauptverhandlung gegen fünf Angeklagte, darunter den kommissarischen Bataillonskommandanten Hans Röhwer und zwei Kompanieführer, Hans Krüger und Karl Reinhold Herbert Schnelle, eröffnet; der sechste Angeklagte, der Kompanieführer Friedrich Bremer, war während der Ermittlungen verstorben. In drei Fällen lautete die Anklage auf Mord, begangen in grausamer Weise und aus niedrigen Beweggründen sowie Rassenhass. Nach 59 Verhandlungstagen, 130 Zeugenvernehmungen und der Verlesung weiterer 64 Zeugenaussagen sprach das Landgericht Osnabrück am 5. Juli 1968 drei Verurteilungen zu lebenslanger Haft wegen Mordes an 22 Personen und zwei Verurteilungen zu drei Jahren Haft wegen Beihilfe zum Mord aus. Als Mörder wurden die Vorgesetzten Röhwer, Krüger und Schnelle verurteilt, die die Verantwortung für die Tötung trugen, den Tötungsentschluss gefasst und die Tötungsbefehle gegeben hatten, als Beihelfer zum Mord zwei Untergebene, Oskar Schulz und Ludwig Leithe, die an den Tötungen selbst beteiligt waren.
Allerdings hob der 5. Strafsenat des Bundesgerichtshofs in Berlin alle Urteile am 17. März 1970 auf, da die Taten verjährt seien. Er begründete dies so: Zwar sei gewöhnlich davon auszugehen, dass nationalsozialistische Verbrechen erst nach dem 8. Mai 1945 verfolgt wurden und daher die Verjährung bis zu diesem Datum ruhte (siehe juristische Ausgangslage in der Verjährungsdebatte). In diesem speziellen Fall könne aber nicht ausgeschlossen werden, dass die Sache anders liege; denn die Division habe noch 1943 richterliche Ermittlungen wegen der im See treibenden Leichen eingeleitet. Es könne nicht nachgewiesen werden, dass das damalige Verfahren „aus politischen, rassischen oder religionsfeindlichen Motiven“ niedergeschlagen oder eingestellt wurde. Daher habe die Verjährung nicht bis 1945 geruht, sondern bereits 1943 zu laufen begonnen. Da die Verjährungsfrist für Mord vor 1969 zwanzig Jahre betrug, sei sie im Oktober 1963, ein Jahr vor den Haftbefehlen von 1964, abgelaufen gewesen. Mit den sachlichen Feststellungen und rechtlichen Bewertungen des Landgerichts befasste sich die Revisionsinstanz nicht. Die Bundesanwaltschaft blieb zwar bei ihrer Auffassung, die Verbrechen seien nicht verjährt, konnte sich damit aber nicht durchsetzen.
In Deutschland ist mithin keiner der Täter rechtskräftig verurteilt worden.
Im Fall des Massakers von Caiazzo berief sich der Bundesgerichtshof noch am 1. März 1995 zustimmend auf das Urteil von 1970 und erklärte auch dieses Verbrechen für verjährt.

## Weitere Morde am Lago Maggiore: Tötung der Familie Ovazza
Am 9. und 11. Oktober 1943 ermordeten Angehörige der 2. Kompanie desselben Bataillons den italienischen Juden Ettore Ovazza und seine ganze Familie in ihrem Stützpunkt, der Mädchengrundschule von Intra, und verbrannten die Leichen im dortigen Heizungskeller. Der Kompanieführer Gottfried Meir wurde später in mehreren Gerichtsverfahren in Österreich mangels Beweisen freigesprochen. Er konnte dort unbehelligt als Lehrer, zuletzt in einer Position als Schuldirektor, leben. In Italien wurde gegen Meir 1955 in Abwesenheit ein Prozess geführt, in dem er zu einer lebenslangen Freiheitsstrafe verurteilt wurde, die aber nicht zur Anwendung kam, da Österreich ihn nicht auslieferte. In Verbania geriet die Angelegenheit bald in Vergessenheit. Erst 1983 wurde in der ehemaligen Mädchenschule, dem heutigen Einwohnermeldeamt, eine Gedenktafel zu Ehren der Familie Ovazza aufgehängt.

## Film
- Carlo Lizzani: Hotel Meina. Titania Produzioni et al., 2007.[21]
- Christian Walther: Das Massaker von Meina. Ein Polit-Thriller und seine wahre Geschichte. – Kulturplatz vom 11. April 2007; Schweizer Fernsehen 1; kulturplatz. Sendung vom 11. April 2007.